# تاديوز دومينيك
تاديوز دومينيك (بالبولندية: Tadeusz Dominik)‏ هو رسام بولندي، ولد في 14 يناير 1928، وتوفي في 20 مايو 2014 في وارسو في بولندا.